# Жак Пюшран
Жак Пюшран (фр. Jacques Pucheran) (2 червня 1817 — 13 січня 1895) — французький зоолог.

## Біографія
Пюшран працював зоологом і натуралістом у Національному музеї природної історії. Він був автором багатьох робіт в області орнітології, теріології, антропології та ін. Він був шевальє ордену Почесного легіону. Класифікував численні зоологічні таксони.

## Описані таксони

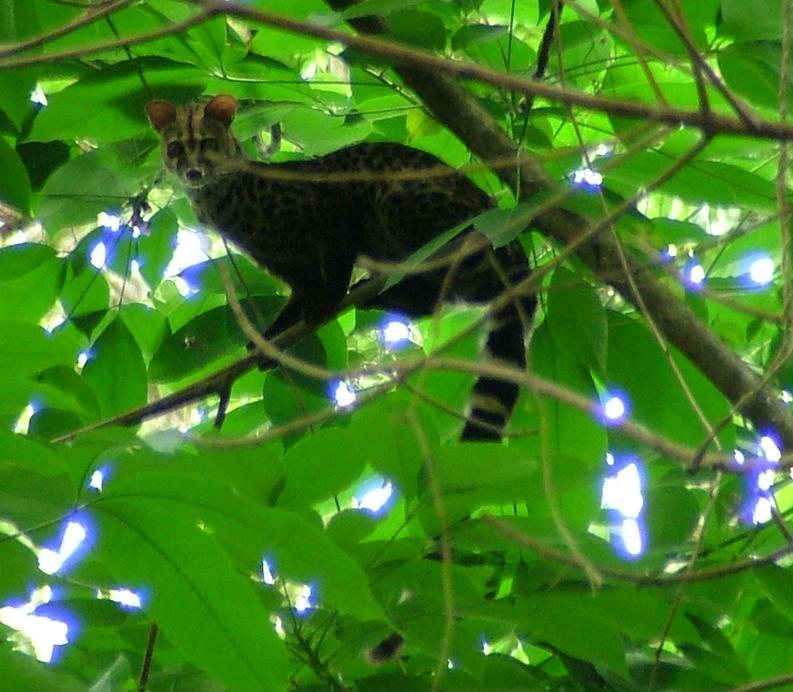
Genetta servalina
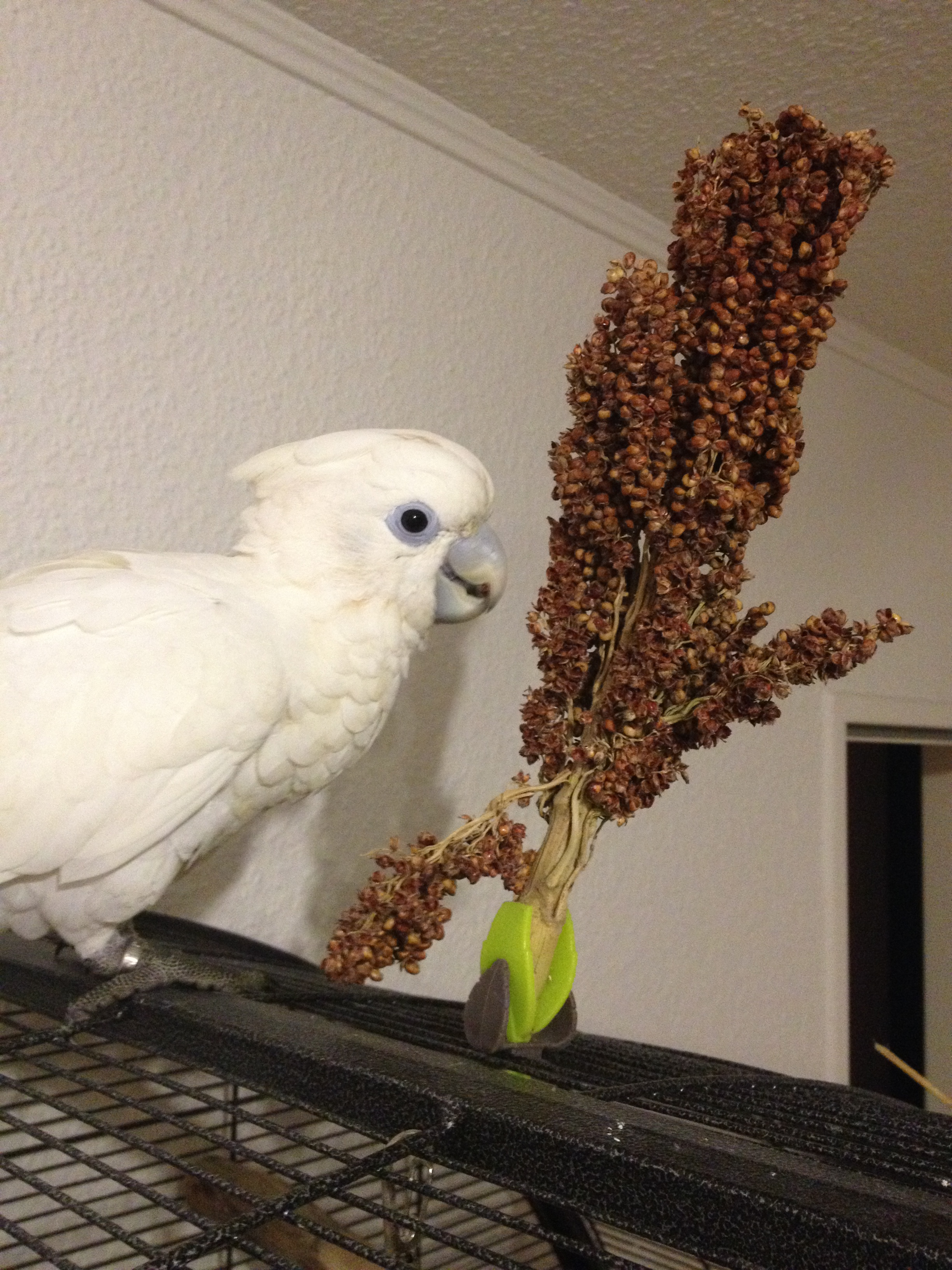
Cacatua ducorpsii
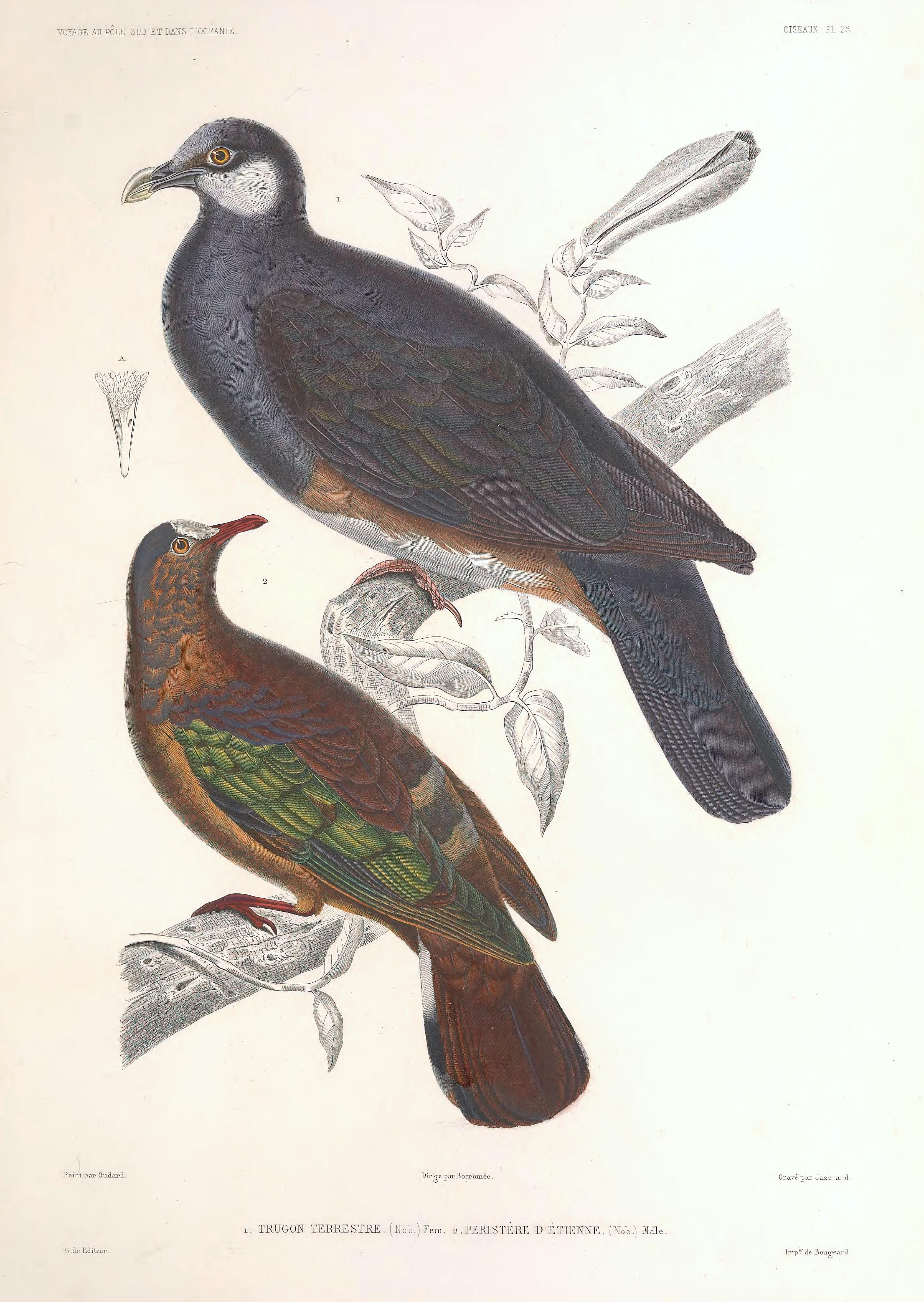
Chalcophaps stephani
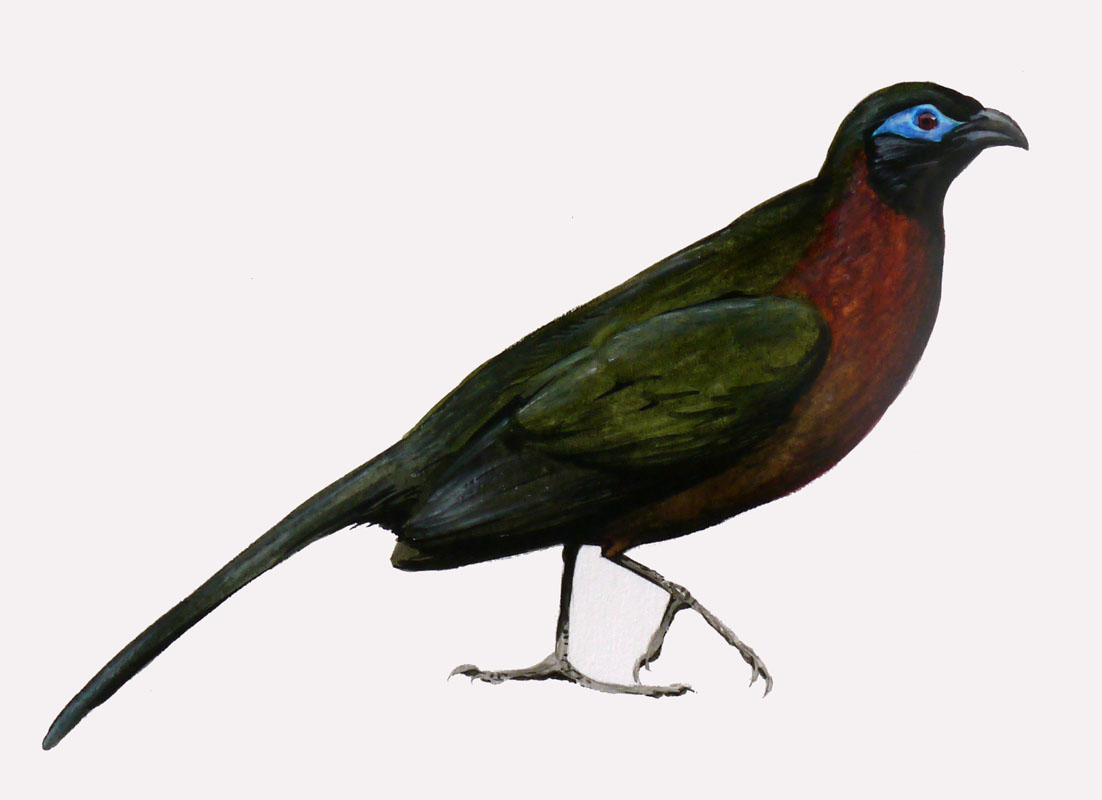
Coua serriana

## Названі на честь вченого таксони
- Melanerpes pucherani (Malherbe, 1849)
- Guttera pucherani (Hartlaub, 1861)
- Neomorphus pucheranii (Deville, 1851)